# Polyommatus caeca
Polyommatus caeca är en fjärilsart som beskrevs av Gillmer 1910. Polyommatus caeca ingår i släktet Polyommatus och familjen juvelvingar. Inga underarter finns listade i Catalogue of Life.